# Johan Gyllenborg
Johan Gyllenborg (1682—1752) var en svensk greve og rigsråd. Han var søn af Jakob Gyllenborg og bror til Olof, Carl og Fredrik Gyllenborg samt far til Gustaf Fredrik Gyllenborg.
Gyllenborg studerede ved Uppsala Universitet og indtrådte 1701 i krigstjenesten. Han udmærkede sig ved tapperhed i kampen mod russerne i Østersøprovinserne og forfremmedes 1706 til kaptajn, men kom efter slaget ved Pultava 1709 ved Dnepr-floden tillige med den øvrige hær i fangenskab. Efter tsar Peters triumftog i Moskva 23. december 1709 førtes han til Kasan, opholdt sig der et år og deporteredes derefter til Sibirien, hvor han udstod megen nød. 1719 udveksledes han af fangenskabet og vendte hjem, hvor han udnævntes til generaladjutant. 1735 blev han oberstløjtnant. Efter broderens ophøjelse til kancellipræsident 1739 gik hans forfremmelse hurtigere: 1741 blev han rigsråd og 1742 kansler for Lunds Universitet. Uden fremragende begavelse fulgte han i almindelighed trolig sin broders politik.